# Берег Принца Гаральда
Берег Принца Гаральда (англ. Prince Harald Coast, норв. Prins Harald Kyst) — частина узбережжя Землі королеви Мод в Східній Антарктиді, що лежить між 34° і 40° східної довготи. Омивається водами затоки Лютцов-Хольм моря Космонавтів.
Крайова зона материкового льодовикового щита в цьому районі закінчується біля моря стрімкими льодовими обривами. Виходи корінних порід зустрічаються рідко, у вигляді нунатаків. Поверхня льодовикового щита круто піднімається в сторону материка і на відстані 50-60 км від берега досягає висоти 1000 м.
Берег був відкритий у лютому 1937 року норвезькою експедицією Ларса Крістенсена і названий на честь новонародженого норвезького принца Гаральда, нині короля Норвегії. З 1957 року тут діє японська полярна станція Сьова..